# تغليف بطبقة
التَغْليف بطبقة(1) هو إضافة طبقةٍ رقيقةٍ مبلمرةٍ على الجرعات الدوائية الصلبة مثل الأقراص المضغوطة. يتراوح سمكُ هذه الطبقة عادةً بين 20-100 ميكرومتر.[استشهاد غير ذي صلة] يُمكن متابعة التأثير التحريكي للمعالجة على بنية طبقة الأقراص باستخدام منهجياتٍ تحليلية غير متلفةٍ.
يستعمل التغليف بطبقةٍ غالبًا في المستحضرات الصيدلانية التي تُتناول عن طريق الفم، ويُجرى التغليف لأغراضٍ عدة، تتراوح من من أسبابٍ تجميلية مثل اللون واللمعان والعلامة التجارية، إضافةً إلى تحسين فترة الصلاحية من خلال توفير حاجزٍ وقائي بين الدواء والبيئة المحيطة، كما تجعل شكل المادة أسهل في البلع. يمكن استخدامها أيضًا لتأخير أو زيادة إيصال الأدوية وامتصاصها، مثل الجرعة معدلة أو مستدامة التحرر، أو تأخير إطلاقها وامتصاصها حتى يمر الدواء عبر المعدة، كما هو الحال في التغليف المعوي.الطلاءات المعوية.
تحتوي تركيبات التغليف بطبقة عادةً على المكونات التالية:
1. مبلمر
2. ملدن
3. ملون
4. معتم [الإنجليزية]
5. مذيب
6. ناقل

## الهوامش
- «1»: لم تُشر المعاجم الاختصاصية أي تعريبٍ لهذا المُصطلح، لذلك قيسَّ على مصطلح التَغْليف المِعَوي (بالإنجليزية: enteric coating)‏ وذلك حسب معجم مرعشي الطبي الكبير،[3] بالتالي فإنَّ "coating" تُقابل «التَغْليف»، أما "Film" فهي اسمٌ يعني الطبقة الرقيقة من الغلاف، وحسب المعاجم فهي «طبقةٌ أو غشاء»، لذلك اعتُمد اسم تغليف بطبقة ويُمكن استعمال تغليف بغشاء (بالإنجليزية: Film coating)‏.